# Шпете, Оскар
Оскар Шпете (рум. Oscar Späthe, р. 1875, Бухарест — ум. 23 ноября 1944 г.) — румынский скульптор, один из основателей Общества художественной молодежи.

## Биография
Родом из немцев-лютеран, живших в Румынии.
Учился в Мюнхенской Академии изящных искусств, где дебютировал в 1898 году скульптурой «Танцующий фавн». Автор множества скульптурных портретов (в том числе Штефана Лукьяна и Александру Влахуцэ), нескольких памятников («Костаке Негри» в Галацах и «Михай Витязь» в Кэлугэрени), и нескольких скульптур аллегорического и мифологического характера «Вкаханка», «Сатир» и др.). Творил в манере академизма, его работы отличаются точностью деталей и выразительностью.
Оскар Шпете убедил принцессу Марию стать покровительницей Общества артистической молодежи, поскольку на него произвёл впечатление интерес принцессы к идеалистическому и мистическому искусству. Некоторые из его самых успешных работ были заказаны или куплены принцессой: Святой Иоанн Креститель, Византийский Святой, Fiat lux, Florentina и бюст принцессы Елизаветы.
В 1932 году письмом, зарегистрированным в мэрии за No. 22777 от 25 октября скульптор Оскар Шпете направил макет памятника Александру Иоанну Куза, который он предложил изготовить по инициативе мэра Галаца Кристаке Теодору. Памятник состоял из «стоящей фигуры правителя, сидящего на пьедестале, и барельефа, представляющего Союз княжеств». Проект был разработан для Муниципального парка. Предложение было принято, но не было реализовано в связи с тем, что в ноябре 1933 года Кристаке Теодору утратил пост, а новый мэр не выделил финансирование.
Скульптор Оскар Шпете умер 23 ноября 1944 года в возрасте 69 лет в деревне в округе Бузэу, где он скрывался от бомбардировок, разрушавших Бухарест.

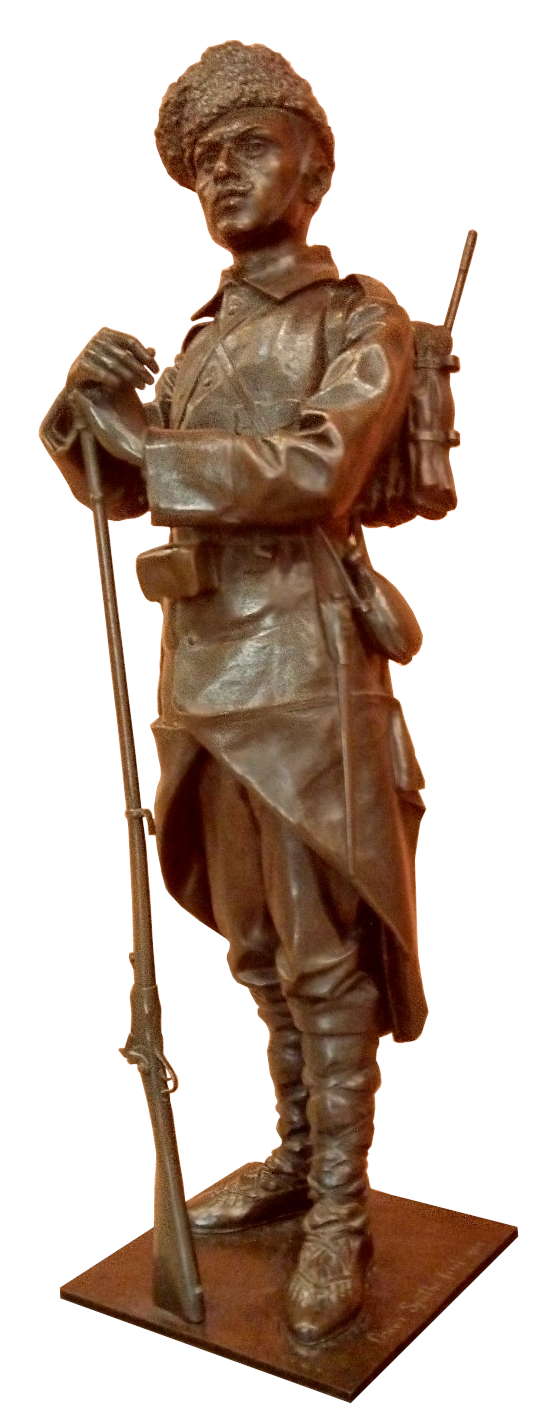
Скульптура солдата